# Alp Arslan

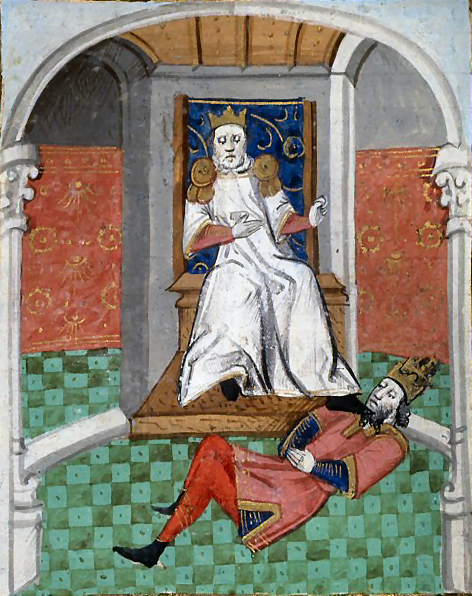
Alp Arslan humiliant l'emperador Romà IV Diògenes. La imatge prové d'una traducció francesa il·lustrada del de De Casibus Virorum Illustrium, de Bocaccio.

Alp Arslan Adud al-Dawla Abu Shudja Muhammad ben Dawud Çagribeg (1029/1030-1073) fou el segon sultà seljúcida (1063-1073) fill de Çağrı Beg Dawud.

## Biografia
Va néixer després de la batalla entre el seu pare, Dawud Çagri Beg, i Alitigin, kan karakhànida de Bukharà. La seva joventut la va passar a Balkh. Va lluitar amb el seu pare contra els gaznèvides (per primer cop el 1043/1044) i vers el 1058 va salvar al seu oncle Toghril Beg I enfrontat a la revolta d'Ibrahim Inal a Pèrsia. Sense coneixement del seu oncle va saquejar Fasa al Fars. En els darrers anys de la seva vida Çagri Beg va deixar l'activitat en mans dels seus fills Alp Arslan, Yakuti i Qavord (Kavurt).
El 1061 (data discutida que podria ser també el 1059 que és la que assenyala Ibn al-Athir) va succeir al seu pare que ja estava malalt i al que havia substituït al front del govern a Balkh, Tukharistan, Tirmidh, Waksh i Walwaledj. Segons Ibn al-Athir, el pare havia pactat la pau amb els gaznèvides poc abans de morir. Fou en aquest temps quan va ajudar el seu oncle Tughrul Beg contra el seu germà rebel Ibrahim Inal que fou derrotat prop de Rayy en un data incerta que podria ser l'estiu del 1059.
El 4 de setembre del 1063 Tugrul Beg va morir sense fills i contra el que generalment es diu, va deixar com a successor a un probable fill adoptiu, Sulayman, germanastre d'Alp Arslan; Sulayman fou proclamar sultà pel visir Amid al-Mulk al-Kunduri, però Alp Arslan, que des d'una data entre 1059 i 1061 era malik de Khurasan ja havia començar a moure les seves forces cap a l'oest i encara que en un primer moment es va retirar (al no confirmar-se la mort de Toghrul) quan la mort fou segura va tornar a avançar. Alguns amirs de Toghrul, encapçalats per Erdem o Irdim al-Hadjib, van negar el seu reconeixement a Sulayman i es van pronunciar per Alp Arslan. El mateix al-Kunduri va canviar de bàndol, i va proclamar a Alp Arslan, deixant a Sulayman com presumpte hereu.
El seu primer problema com amb el seu rebel oncle Kutlumush, cosí de Çağrı Beg i Toghril Beg que portava uns anys revoltat a les muntanyes al sud de la mar Càspia, i que al front d'un exèrcit de turcmans s'havia enfrontat a al-Kunduri a Rayy, la rodalia de la qual havia devastat. El novembre/desembre de 1063 Alp Arslan va creuar unes maresmes perilloses i va sorprendre a Kutlumush que va fugir cap a les muntanyes però va morir al caure de cavall. Alp no podia conservar a al-Kunduri com a visir i el va acusar de voler controlar l'estat, pel que fou arrestat i el seu lloc el va ocupar Nizam al-Mulk, que va succeir a Ali ibn Shadan com a visir d'Alp Arslan. Al-Kunduri fou portat a Nishapur i després a Merv al-Rud (on finalment fou executat el 1065).
Mentre el califa al-Qaim el va reconèixer sultà i li va transferir tots els títols del seu oncle. La filla del califa, vídua de Toghrul, fou retornada a Bagdad. Alp Arslan mai va entrar a Bagdad tot i que hi va tenir un governador militar (però era substituït si el califa ho demanava).
Va conservar la pau amb els gaznèvides que ja havia signat el seu pare abans de morir. El desig del sultà era conquerir Egipte per extirpar el que considerava l'heretgia fatimita, però les seves tropes turcmanes el que volien eren les expedicions de saqueig a territori cristià (ghazwa) i des del començament del seu regnat va organitzar expedicions contra els romans d'Orient, armenis i georgians. Altres expedicions foren fetes per bandes de turcmans que actuaven pel seu compte. El febrer/març de 1064 va fer una campanya a l'Armènia romana d'Orient, mentre el seu fill Malik Shah i el seu visir Nizam al-Mulk van fer una campanya separada; però després d'ocupar diversos castells, es van ajuntar i van conquerir Sepid Shahr, Aní i Kars i es va imposar el vassallatge al regne de Geòrgia. L'agost o setembre del 1064 Alp Arslan tornava a ser a l'altiplà iranià a Esfahan, des d'on va anar a Kirman, que governava el seu germà Kavurt (Qavord) i havia ampliat el domini cap a Oman i el golf Pèrsic; Kavurt volia el govern de Fars i no acceptava de molt bona gana la supremacia del seu germà i Alp Arslan va intentar aixecar contra ell al cap kurd shabankara Fadluya, que havia dominat Siraz des del 1056/1057 (arrabassada als buwàyhides) però l'havia perdut el juliol/agost del 1062 enfront de Kavurt. Fadluya va patir diverses derrotes al Fars enfront de Kavurt (1063) i havia demanat ajut a Alp Arslan (1064) que li va concedir la província, decisió que va exigir al seu germà d'acatar. Tanmateix, als pocs mesos Kavurt es va revoltar i va refusar el reconeixement del seu germà i de la pèrdua del Fars (1065).
Després d'estar al Kirman (1064) Alp Arslan va anar a Merv on el seu fill Malik Shah es va casar amb una filla del kan karakhànida de Transoxiana, i un altre fill, Arslan Shah, amb una filla del sultà de Gazni Ibrahim ben Masud (1059-1099). Després va marxar a l'est per dominar les revoltes dels governants de Khuttal i Čaganiyan, i del seu oncle Yabghu que governava Herat. En la campanya va participar personalment en l'assalt a la fortalesa del sobirà del Khuttal (encara el 1064).
El 1065 (segons Ibn al-Athir, però el 1066 segons Turan) va seguir avançant cap a Djand i les estepes. Va visitar les tombes dels seus ancestres seljúcides, va rebre la submissió de Djand Khan i va fer campanya a les estepes dominant als grups turcmans, cumans i djazeks. Va visitar Gurdgandj i va ordenar la seva reconstrucció i va deixar al seu fill Arslanshah al front del govern de Coràsmia. En aquesta expedició va arribar fins a la mar d'Aral. El 1066 a Rayegan va convocar als seus amirs i els va fer jurar lleialtat al seu hereu Malik Shah el nom del qual va fer llegir a la khutba junt amb el seu propi nom. Després va dividir l'imperi entre la seva família i els seus seguidors.
Com que Fadluya i Kavurt de Kirman s'havien reconciliat, Alp Arslan es va apoderar del Fars i va eliminar a Fadluya però va deixar al seu germà com a governador vassall de Kirman (1067)
El 1068 va fer una segona expedició contra Geòrgia a la que van participar els shaddàdides d'Arran (vassalls del seljúcides), per assegurar les fronteres de l'Azerbaidjan i la llibertat d'ús de les pastures de l'Araxes.
Kavurt, revoltat altre cop, fou capturat per Nizam al-Mulk (1069) i fou tancat al castell de Khursha, però va ser perdonat per Alp Arslan, si bé seguint el consell del visir, no fou alliberat sinó transferit a Istakhr; es van produir revoltes el seu favor i els seus partidaris el volien alliberar. El 1069/1070 (o 1071/1072 segons Ibn al-Athir) fou assassinat a Istakhr. Malik Shah fou nomenat governador a Shiraz.
Les expedicions seljúcides cap al Diyar Mudar (al Diyar Bakr tenia com a vassalls al Ukàylides o Uqàilides), i Àsia Menor (vers 1063-1069) eren purament de saqueig; una vegada complerta la missió i obtingut el botí els turcmans es retiraven; però els romans d'Orient havien de reaccionar; el nou emperador Romà IV Diògenes va fer la primera campanya a Síria el 1067 i ja quasi era a aquest país quan se'l va informar de l'entrada dels seljúcides a Àsia Menor pel nord. Va deixar llavors Síria i es va dirigir cap al Pont amb tanta rapidesa que va sorprendre els invasors i en va derrotar a alguns cossos aïllats; així el principal cos de l'exèrcit seljúcida va haver de sortir de Pèrsia per anar en ajut dels seus company. El 1068 va tornar a Síria i va fer una victoriosa campanya entre Antioquia de l'Orontes i l'Eufrates, derrotant a l'enemic arreu, però un dels seus generals fou sorprès i derrotat i va perdre la meitat de l'exèrcit; Romà va córrer en el seu ajut i va derrotar els turcs en una gran batalla nocturna el 20 de novembre del 1068. Llavors va marxar a l'Eufrates cap a Dara, fustigat per les tropes enemigues i va establir als seus soldats en seguretat als quarters d'hivern.
La campanya es va renovar el 1069 cap a Manbidj i altre cop l'exèrcit imperial fou victoriós en general encara que els seljúcides van poder ocupar i saquejar Iconi. El 1070, en una nova campanya, el general en cap fou Manuel Comnè que fou derrotat i fet presoner. L'emperador, aconsellat per alguns nobles, va agafar el comandament disposat al rescat. Tanmateix, el cap seljúcida Torkish estava enfrontat a Alp Arslan i Manuel Comnè el va convèncer de desertar i marxar amb ell a Constantinoble, amb la promesa que l'ajudaria a obtenir el tron i així Comnè es va presentar a la capital acompanyat del general turc. Una expedició a Anatòlia que havia dirigit el general Afshin, en persecució dels turcmans navakis (els enemics d'Alp Arslan) va informar que no hi podia haver resistència romana d'Orient a Anatòlia excepte en alguns castells i grans ciutats. Una expedició en territori romà d'Orient presentava doncs bones perspectives.
Llavors una ambaixada d'amirs fatimites rebels dirigida per Nasir al-Dawla ibn Hamdan, va demanar al sultà d'acabar amb els fatimites, mentre una altra ambaixada anunciava que la khutba a la Meca ja no es feia en nom del califa fatimita sinó de l'abbàssida. Tot això va estimular a lluitar a Alp Arslan contra el califat fatimita considerat herètic, política encoratjada pel visir Nizam al-Mulk. Segurament es va concertar una treva temporal amb els romans d'Orient, ja que el sultà es considerava segur per la part de l'Imperi Romà d'Orient per emprendre accions cap a Egipte.
L'agost/setembre de 1070 Alp Arslan va sortir de Hamadan, va passar per Ardjish (conquerida per Togrul als romans d'Orient el 1055 i que els romans d'Orient havien recuperat darrerament) i per Mantziciert (que era romana d'Orient), ciutats que va ocupar. A Mayyafarikin el marwànida Nasr ibn Marwan se li va sotmetre. Després va atacar Edessa on va perdre part de les seves màquines de setge cremades pels romans d'Orient; Harran se li va sotmetre pagant tribut. Va creuar l'Eufrates i va atacar els Banu Kilab el país dels quals va saquejar. Va obtenir tot seguit la submissió del mardàsida Mahmud ibn Nagr d'Alep que va fer una reconeixement de darrer minut del califa abbàssida després d'un breu setge.
Tenia intenció d'avançar cap a la Síria del sud on ja grups de turcmans s'havien dirigit, quan va saber que l'emperador romà d'Orient Romà IV Diògenes avançava amb un poderós exèrcit cap a Armènia; malauradament per al sobirà romà d'Orient, molts dels que l'acompanyaven no li eren molt favorables. L'exèrcit romà d'Orient va avançar cap a l'Araxes vencent la resistència dels turcs i amb algunes derrotes parcials. El soldà va tirar enrere precipitadament i va pujar de Síria fins a Malazgird i li va oferir a l'emperador la pau, que Romà va refusar, tot i que la seva posició no era l'optima que ell suposava. El 26 d'agost de 1071 es va lliurar la decisiva batalla de Mantziciert en la qual els romans d'Orient foren aniquilats per la traïció d'alguns oficials grecs, i tot i la inferioritat numèrica el turcs. Romà fou fet presoner.
Alp Arslan el va tractar amb correcció. Li va preguntar que hauria fet si la situació fos a l'inrevés i Romà va dir que l'hauria matat; Arslan va dir "jo faré una cosa diferent i d'acord amb els mateixos principis de la vostre religió tractaré als presoners i ferits humanament"; li va donar 10000 peces d'or i el va deixar marxar amb tots els presoners que volgués; després d'això Alp Arslan i Romà van acordar la pau en termes justos, amb una rectificació de fronteres, el pagament per l'Imperi d'un rescat d'1.500.000 peces anyals i 360.000 peces d'or de tribut i una aliança pel futur. Romà va poder marxar a Constantinoble. Tanmateix, les notícies de la greu derrota ja havien arribat a la capital romana d'Orient s'havia produït una revolució que va portar al tron a Miquel VII Ducas Parapinaces, i l'aliança no va tenir efectes.
El desembre del 1072 Alp Arslan va haver d'anar altre cop contra els karakhànides, amb els quals en general havia tingut bones relacions (fins i tot estava casat amb la fill del kan Kadir Yusuf, el kan karakhànida de Transoxiana Shams al-Mulk Nasr estava casat amb la seva germana Zayda, i el seu fill Màlik-Xah estava casat amb una princesa karakhànida); no se sap segur la causa però segons Sabd ibn al-Yawzi fou perquè Shams al-Mulk havia matat a la seva germana acusada d'incitar als seljúcides d'envair Transoxiana. Alp Arslan va creuar l'Amudarià i al cap de poc, en una disputa menor amb un presoner, aquest el va ferir de gravetat i va morir pocs dies després (gener del 1073). Va deixar com a hereu el seu fill Màlik-Xah I.